# 菊池和子
菊池 和子（きくち かずこ、1934年3月 - ）は、秋田県仙北郡豊川村（現在の大仙市）出身の卓球選手。きくち体操の創始者である。

## 人物
- 父は国民学校2年生の時に出征して、後に奇跡的に復員。母は3年生になるかならないかという頃に亡くなった[2]。
- 国民学校6年生の時に終戦。翌年に高等女学校に進学。卓球の強豪校[3]。で、見たことがなかったが、やりたくなり始めたものの、最初はラケットをうまく握れなかった。家の鴨居にピンポン玉をぶら下げて、ラケットを離さないように手に意識を集中して、何時間を振る練習をし、強くなることができた[2]。
- 上京して日本女子体育短期大学に入学。卒業後は日本麦酒（現在のサッポロビール）に入社。卓球の実業団から声がかかり、父は「教師になるより開始勤めしなさい」とアドバイス、所属したものの、結局は1年で終わった[2]。
- 東京都の採用試験で合格、中学教師を経て[2]、結婚・出産を機に退職[3]。
- 団地で当時住んでいた奥さん仲間から「体操を教えてくれない?」と言われ、集会所で始める。人体図を示しながら、この動きがなぜ必要なのかを説明する。これが評判となり、横浜市教育委員会の依頼で、市民向けの体操教室を開くことになる。1980年代になって、「きくち体操」と名付けた。90歳になっても健在で、川崎市にある本部のスタジオで75分のレッスンに立つ[3]。